# Томаш Станек
Томаш Станек (чеськ. Tomáš Staněk, нар. 13 червня 1991) — чеський легкоатлет, який спеціалізується у штовханні ядра, бронзовий призер чемпіонату світу-2018 та володар повного комплекту нагород європейських чемпіонатів у приміщенні (2017—2021) у цій дисципліні.

## Основні міжнародні виступи
| Рік  | Змагання                      | Місто          | Місце | Примітки    |
| ---- | ----------------------------- | -------------- | ----- | ----------- |
| 2013 | Чемпіонат Європи серед молоді | Тампере        | 5     |             |
| 2014 | Чемпіонат світу в приміщенні  | Сопот          | кв12  |             |
| 2014 | Чемпіонат Європи              | Цюрих          | 1кв6  |             |
| 2015 | Чемпіонат Європи в приміщенні | Прага          | кв NM |             |
| 2015 | Чемпіонат світу               | Пекін          | 2кв8  |             |
| 2016 | Чемпіонат світу в приміщенні  | Портленд       | 16    |             |
| 2016 | Олімпійські ігри              | Ріо-де-Жанейро | 1кв10 |             |
| 2017 | Чемпіонат Європи в приміщенні | Белград        | 2     |             |
| 2017 | Чемпіонат світу               | Лондон         | 4     |             |
| 2018 | Чемпіонат світу в приміщенні  | Бірмінгем      | 3     |             |
| 2018 | Чемпіонат Європи              | Берлін         | 4     |             |
| 2018 | Континентальний кубок         | Острава        | 6     |             |
| 2019 | Чемпіонат Європи в приміщенні | Глазго         | 3     | [ 2 ]       |
| 2019 | Чемпіонат світу               | Доха           | 10    | [ 3 ] [ 4 ] |
| 2021 | Чемпіонат Європи в приміщенні | Торунь         | 1     | [ 5 ]       |